# 札爾皮魮
札爾皮魮（学名：Barbus zalbiensis）為輻鰭魚綱鯉形目鯉科的其中一個種。被IUCN列為次級保育類動物，分布於非洲喀麥隆洛貢河流域，本魚體型小，體有黑色的縱向條紋，背鰭軟條11枚；臀鰭軟條8枚，可達3.5公分。

## 扩展阅读
維基物種上的相關：札爾皮魮